# Sitalk Peak
Sitalk Peak är en bergstopp i Antarktis. Den ligger i Sydshetlandsöarna. Argentina, Chile och Storbritannien gör anspråk på området. Toppen på Sitalk Peak är 600 meter över havet.
Terrängen runt Sitalk Peak är kuperad åt nordost, men åt sydväst är den bergig. Havet är nära Sitalk Peak österut. Trakten är glest befolkad. Närmaste befolkade plats är St. Kliment Ohridski Base, 14,9 kilometer väster om Sitalk Peak. 